# Леоні Адамс
Леоні Фуллер Адамс (9 грудня 1899 — 27 червня 1988) — американська поетеса. У 1948 році вона була призначена сьомим поетом-лауреатом-консультантом з поезії Бібліотеки Конгресу.

## Біографія
Адамс народилася у Брукліні, штат Нью-Йорк, і виросла у надзвичайно суворих умовах. До вісімнадцяти років її не пускали у метро, і навіть тоді її супроводжував батько. Її сестра, Луїзою Голланд, була вчителем й археологом, а її зять — археолог Лестер Бодін Голланд. Вона навчалася у Барнард-коледж, де була сучасницею та сусідкою по кімнаті Маргарет Мід. Ще студенткою вона була неабиякою поетесою, і в цей час почали друкувати її вірші. У 1924 році вона стала редактором «The Measure». Її перший збірник віршів «Those Not Elect» вийшов у 1925 році.
Навесні 1928 року у неї був короткий роман з Едмундом Вілсоном. Адамс перепросила Вілсона «за поганий настрій та сварку» у день від'їзду до Франції.
Перебуваючи у Лондоні, Адамс познайомилася з Гільдою Дулітл, яка познайомила її з кількома постатями лондонської літературної сцени; у Парижі її запросила на чай Ґертруда Стайн. На початку 1929 року, коли Вілсон написав їй, що думає одружитися з іншою жінкою, Адамс відповіла, що вона була вагітна, і натякнула, що у неї стався викидень, згадавши про необхідність візиту до лондонського лікаря у жовтні. Почуття провини за вагітність — Вілсон та колишня студентка Джудіт Фарр говорили, що Адамс мала дар змушувати інших відчувати себе винними — у поєднанні з його пияцтвом і нерішучістю в інших сферах його особистого життя спричинили у Вілсона нервовий зрив. Пізніше Луїза Боган розповіла йому, що вагітність Леоні була вигадкою. 
У 1929 році вийшов друком її том «High Falcon». Протягом 1930-х років вона жила у горах Рамапо поблизу Гіллберна, Нью-Йорк, і їздила до Нью-Йорка, читати лекції про вікторіанську поезію у Нью-Йоркському університеті. У 1930 році вона зустріла письменника та викладача Нью-Йоркського університету Вільяма Троя. Вони одружилися у 1933 році. Того ж року вона опублікувала «This Measure». У 1935 році вона та її чоловік вступили на факультет Беннінгтон-коледж. 
Вона викладала англійську мову у багатьох інших коледжах й університетах, зокрема у коледжі Дуглас (тоді відомий як жіночий коледж Нью-Джерсі), Університеті Вашингтону, Конференції письменників Bread Loaf, Колумбійському університеті та коледжі Сари Лоуренс. Серед поетів, для яких Адамс була наставником: Луїза Ґлік, лауреат Нобелівської премії з літератури 2020 року та колишній поет-лауреат США. Письменниця у жанрі фентезі, поетеса та редактор Лін Картер відвідувала її Поетичну майстерню під час навчання у Колумбійському університеті. Марселла Комес Вінслоу написала портрет Адамс у 1947 році. У 1950 році вона здобула ступінь почесного доктора жіночого коледжу Нью-Джерсі. 
Її «Poems: A Selection» отримала премію Боллінгена 1954 року. У рецензії на книгу Луїза Боґан написала: «Такі вірші, як „Companions of the Morass“, „For Harvest“, „Grapes Making“ і „The Runner with the Lots“ беруть початок і є ознаками глибокого поетичного таланту, а це рідко буває».
У 1955 році у короткій автобіографії, написаній для біографічного словника сучасної літератури, Адамс пролила трохи світла на свої релігійні та політичні погляди: «Мій батько… зробив мене агностиком у дитинстві — тепер я римо-католик… Я дуже ліберальний демократ».
У 1988 році вона померла у віці 88 років у Нью-Мілфорді, штат Коннектикут. 

## Поетичний стиль
Зовні стиль Леоні Адамс не змінився суттєво протягом її життя, але спочатку було сором'язливе зачаровування світом, яке згодом перетворилося на інтенсивний і майже відданий ліризм. Її багаті описи демонстрували велику тонкість сприйняття та піднесений дух. Її порівнювали з Генрі Воганом і метафізичною поезією XVII століття, особливо в її майже релігійному екстазі. У середині 2000-х років у критичному коментарі для вебсайту WOM-PO (Обговорення жіночої поезії) поетеса Енні Фінч надала більш постмодерне прочитання Адамс як «пишної, чуттєвої поетеси, яка спрямовувала свою чуттєвість не на інших людей, а насамперед на матеріали поезії, до синтаксису та символу, дикції та звуку слова, одним словом, до самої мови», і далі сказала, що «поезія Адамс створює баланс між заклинальною та репрезентативною силами поетичної мови. Вона використовує звуки мови як противагу уявним значенням своїх віршів, ускладнюючи акт читання та ставлячи під сумнів емоційні реакції читача».

## Призи та нагороди
- 1954: Премія Боллінгена за «Poems: A Selection» (1954)
- 1974: Стипендія Академії від Академії американських поетів
- Меморіальна премія Шеллі
- стипендія Фонду Ґуґґенгайма
- гранти від Національної ради мистецтв і Національного інституту мистецтв і літератури

## Поетичні збірки
- Those Not Elect, Robert M. McBride & Co, 1925; Reprint Services Corp, 1992, ISBN 978-0-7812-6913-1
- High Falcon and Other Poems, John Day, New York, 1929.
- Midsummer, Ward Ritchie, 1929
- This Measure, A. A. Knopf, 1933
- Poems: A selection, Funk & Wagnalls, 1954

### Редактор і перекладач
- The Lyrics of Francois Villon, Limited Editions Club, Нью-Йорк, 1933.

### Дитячі книги
- «A casque for Amadis», Метрополітен-музей, 1928.
- «The tale of Tenjin: or how a much-abused man became a saint», The Metropolitan Museum of Art, 1928.

### Антології
- David Lehman, ред. (2006). Magnificat in Little; The Horn; The Figurehead; Bell Tower. The Oxford book of American poetry. Oxford University Press. ISBN 978-0-19-516251-6.
- David Cecil, Allen Tate, ред. (1958). Country Summer; Caryatid; Early Waking; These Not Elect; Grapes Making. Modern Verse in English. Taylor & Francis.